# Amar Alibegović
Amar Alibegović (Corvallis, Oregón; 31 de marzo de 1995) es un baloncestista bosnio con la ciudadanía italiana que pertenece a la plantilla del Trapani Shark de la Lega Basket Serie A italiana. Con 2,06 metros de estatura, juega en la posición de ala-pívot. Es hijo del que fuera jugador y entrenador de baloncesto Teoman Alibegović.

## Trayectoria deportiva

### Primeros años y universidad
Comenzó jugando con 17 años en el Stella Azzurra Roma de la Divisione Nazionale B, el tercer nivel del baloncesto italiano, donde alternó su participación en el equipo junior con el primer equipo. Continuó su carrera en la División I de la NCAA, en Estados Unidos, jugando cuatro temporadas con los Red Storm de la Universidad St. John's, en las que promedió 2,7 puntos y 1,7 rebotes por partido.

### Profesional
Tras acabar su periodo universitario, regresó a Italia, para firmar con la Virtus Roma de la Serie A2. En su primera temporada promedió 7,1 puntos y 4,0 rebotes por partido, logrando el ascenso a la Serie A.
El 6 de julio de 2022, firmó un contrato por dos temporadas con el KK Cedevita Olimpija de la ABA Liga.
El 1 de julio de 2023 fichó por el Çağdaş Bodrumspor de la Basketbol Süper Ligi (BSL).
El 1 de abril de 2024 fichó por el Trapani Shark de la Serie A2, equipo al que ayuda a ascender a la Serie A.